# Liste der Erzbischöfe von Amalfi
Die folgenden Personen waren Bischöfe und Erzbischöfe von Amalfi (Italien):
- Primenio oder Pigmenio (ca. 596–620?)
- Pietro I. (ca. 829–839 oder 840)
- Leone I. (840–847)
- Pietro II. (848–855)
- Buono (859–?)
- Sergio (872–?)
- Orso (897–920)
- Giacinto oder Giaquinto (ca. 925–936?)
- Costantino (ca. 949–960)
- Mastalo (960 bis ca. 987)
- Leone Orso Comite (989–1029) (erster Erzbischof)
- Laurentius II. (1029–1049)
- Pietro Alferio (1050 bis ca. 1070)
- Giovanni I. (1070–1082)
- Sergio Donnamira (1082–1102)
- Mauro De Monte (1103–1128)
- Sedisvakanz (1128–1142)
- Giovanni II. (1142–1166)
- Giovanni III. di San Paolo (1166–1168)
- Roboaldo (1168–1174)
- Dionisio (1174–1202)
- Matteo Capuano (1202–1215)
- Giovanni Capuano (1215–1239)
- Sedisvakanz (1239–1254)
- Bartolomeo Pignatelli (1254–1254)
- Gualtiero (1254–1258)
- Filippo Augustariccio (1258 bis ca. 1291)
- Andrea D’Alagno (De Alaneo) (1295–1330)
- Landolfo Caracciolo (1330 bis ca. 1350)
- Pietro Capuano (1351–1362?)
- Marino Del Giudice (1361–1375)
- Giovanni Acquaviva (1374–1378)
- Sergio Grisone (1379–1392)
- Paolo Sorrentino (1392–1401)
- Bertrando D’Alagno (De Alaneo) (1401–1408)
- Roberto Brancia (1410–1423)
- Andrea De Palearia (1424–1449)
- Antonio De Carleno (1449–1460)
- Nicola Miroballi (De Miroballis) (1460–1475)
- Giovanni Nicolini (1475–1483)
- Giovanni Batt. Giudici (De Judicibus) (1483–1483)
- Andrea De Cunto (1484–1504)
- Tommaso Regolano (1504–1509)
- Roberto Kardinal De Britto (1510–1510) (Administrator)
- Giovanni Kardinal de’ Medici (1510–1513) (Administrator), der spätere Papst Leo X.
- Antonio Balestrieri (Balestrarius) (1513–1516)
- Lorenzo Kardinal Pucci (1516–1517) (Administrator)
- Girolamo Planca (1517–1517)
- Girolamo Vitelli (De’ Glanderoni) (1519–1530)
- Ferdinando Annio (De Anna) (1530–1541)
- Alfonso Oliva (1541–1544)
- Francesco Sfrondato (1544–1547)
- Tiberio Kardinal Crispo (1547–1561) (Administrator)
- Massimo De’ Massimi (1561–1564)
- Tiberio Kardinal Crispo (1564–1565) (Administrator)
- Marco Antonio Bozzuto (1565–1570)
- Carlo Montilio (1570–1576)
- Giulio Rossino (1576–1616)
- Paolo Emilio Filonardo (1616–1624)
- Giacomo Teodolo (1625–1635)
- Matteo Granito (1635–1638)
- Angelo Pico (1638–1648)
- Stefano Quaranta (1649–1679)
- Gaetano Miroballi (1679–1681)
- Simplicio Caravita O.S.B (1682–1701)
- Michele Bologna (1701–1731)
- Pietro Agostino Sforza (Scortia) (1732–1748)
- Nicola Cioffi (1748–1758)
- Antonio Puoti (1758–1792)
- Silvestro Miccù (1804–1830)
- Mariano Bianco (1831–1849)
- Domenico Ventura (1849–1862)
- Francesco Maiorsini (1870–1893)
- Enrico de Dominis (Dominicis) (1894–1908)
- Antonio Maria Bonito (1908–1910)
- Angelo Maria Dolci (1911–1914)
- Ercolano Marini (1915–1945)
- Luigi Martinelli (18. Februar 1946 bis 16. Juni 1946)
- Demetrio Moscato (1946–1947) (Administrator)
- Angelo Rossini (1947–1965)
- Jolando Nuzzi (1968–1972) (Administrator)
- Alfredo Vozzi (1972–1982)
- Ferdinando Palatucci (1982–1990)
- Beniamino Depalma, C.M. (1990–1999) (auch Erzbischof von Nola)
- Orazio Soricelli (seit 2000)